# S61 (Polen)
De Poolse expresweg S61 is een snelweg die Polen van noord naar zuid doorkruist tot aan de grens met Litouwen.
Deze weg begint aan Ostrów Mazowiecka en gaat tot aan Budzisko, wat de grens met Litouwen vormt. Op de grens zal het aansluiten op de Litouwse A5 die naar Kaunas leidt. De weg S61 is een van de Poolse delen van de internationale route E67. De S61 vormt tevens een onderdeel van de Via Baltica (samen met de S8) en het oostelijke deel is onderdeel van de Via Carpatia.

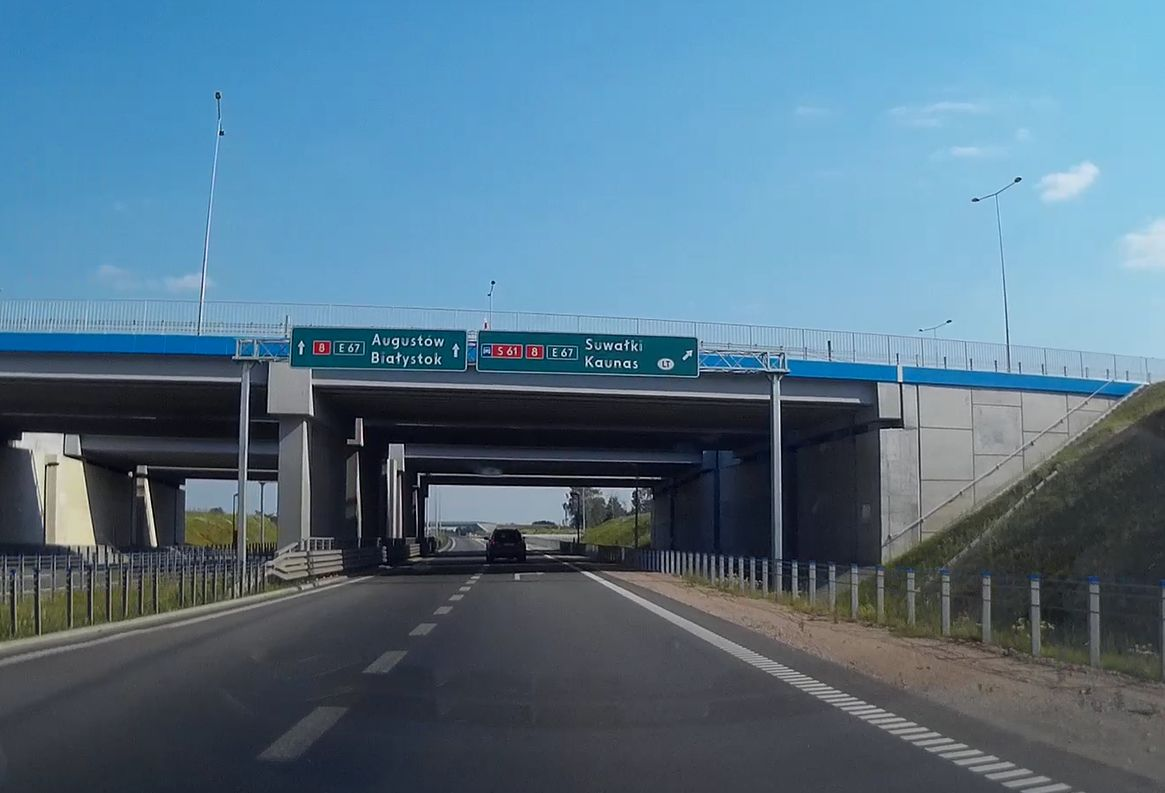
Randweg van Augustów (DK8), op de achtergrond het viaduct van de S61

## Geschiedenis
Reeds in de jaren negentig was de aanleg van deze snelweg gepland: deze verscheen in de toenmalige voorschriften die het netwerk van snelwegen en snelwegen regelen. Latere edities van de verordening, gepubliceerd na 2000, vermeldden deze route niet. Op 24 augustus 2009 publiceerde het Ministerie van Infrastructuur een ontwerpverordening van de Raad van Ministers tot wijziging van de verordening betreffende het netwerk van snelwegen en snelwegen, die uitging van de vernieuwde aanleg van snelweg nr. 61 (de zogenaamde Via Baltica-route). De route verliep via Ostrów Mazowiecka - Łomża - Stawiski - Szczuczyn - Ełk - Raczki - Suwałki - Budzisko - staatsgrens (richting Kaunas). Tot 4 september 2009 werd het overleg over de genoemde ontwerpverordening voortgezet.
Op 20 oktober 2009 nam de Raad van Ministers een door de minister van Infrastructuur ingediende verordening tot wijziging van de verordening betreffende het wegennet en snelwegen aan, waarin de route van de nieuwe snelweg S61 werd goedgekeurd.
Op 30 september 2024 werd het laatste deel aangelegd van de doorlopende snelweg tot de grens met Litouwen.

## Voltooide onderdelen
| Onderdeel                  | Lengte  | Uitvoering | Ingebruikname     | Opmerkingen |
| -------------------------- | ------- | ---------- | ----------------- | --- |
| Randweg van Stawisk        | 6,5 km  | 1x1        | 19 december 2013  | Niet gemarkeerd als autoweg. |
| Randweg van Augustów       | 12,7 km | 2x2        | 7 november 2014   | Het noordelijke deel van de randweg van Augustów is voltooid als vierbaans deel van de S61 en gemarkeerd als snelweg, het zuidelijke als tweebaans deel van rijksweg 8. |
| Randweg van Szczuczyn      | 8 km    | 2x2        | 13 november 2015  | Niet gemarkeerd als snelweg. De tweede rijweg werd geopend op 15 mei 2020.                                                                                              |
| Randweg van Suwałki        | 12,8 km | ?          | 13 april 2019     | Het contract werd ondertekend op 29 september 2015. Uitvoeringstermijn: 34 maanden. Gebouwd in betontechnologie.                                                        |
| Ostrów Mazowiecka-Śniadowo | 19 km   | 2x2        | 13 oktober 2023   | |
| Randweg van Łomża          | 13 km   | 2x2        | 30 september 2024 | Op dit moment is slechts één van de twee rijbanen open, de verwachting is dat de tweede in 2025 wordt geopend.                                                          |